# Honda Novio
Honda Novio is een bromfiets van het merk Honda. Deze brommer van de in 1969 gestarte PF50 serie van Honda is een viertakt model. Niet alleen het motorblok is dezelfde als die van een Honda Amigo, ook het uiterlijk is op de benzinetank na helemaal gelijk. Bij de Amigo zit de tank onder de bagagedrager, terwijl de Novio een vooraan geplaatste tank heeft.